# Список органов человеческого тела
В данной статье содержится список органов человеческого тела. Насчитывается около 79 органов, хотя не существует стандартного определения органа, и статус некоторых групп как единого органа обсуждается.

## Опорно-двигательная система
- Скелет человека
- Суставы
- Связки
- Мышечная система
  - Сухожилия

## Пищеварительная система
- Рот
  - Зубы
  - Язык
- Слюнные железы
  - Околоушные слюнные железы
  - Подчелюстные слюнные железы
  - Подъязычные слюнные железы
- Глотка
- Пищевод
- Желудок
- Тонкая кишка
  - Двенадцатиперстная кишка
  - Тощая кишка
 
  - Подвздошная кишка
- Толстая кишка
- Печень
  - Желчный пузырь
- Брыжейка
- Поджелудочная железа

## Дыхательная система
- Полость носа
- Глотка
- Гортань
- Трахея
- Бронхи
- Лёгкие
- Диафрагма

## Мочевыделительная система
- Почки
- Мочеточники
- Мочевой пузырь

## Репродуктивные органы

### Женская репродуктивная система
- Внутренние половые органы
  - Яичники
  - Фаллопиевы трубы
  - Матка
  - Влагалище
- Внешние половые органы
  - Вульва
  - Клитор
- Плацента

### Мужская репродуктивная система
Внутренние половые органы
- Яички
- Придатки яичек

- Семявыносящий проток
 Семенные пузырьки

- Предстательная железа
- Бульбоуретральные железы

Внешние половые органы
- Пенис
- Мошонка

## Эндокринные железы
- Гипофиз
- Шишковидное тело
- Щитовидная железа
- Паращитовидные железы
- Надпочечники
- Поджелудочная железа

## Система кровообращения

### Сердечно-сосудистая система
- Сердце
- Артерии
- Артериолы
- Вены
- Венулы
- Капилляры

### Лимфатическая система
- Лимфатические сосуды
- Лимфоузлы
- Костный мозг
- Тимус
- Селезёнка
- Лимфоидная ткань, ассоциированная с ЖКТ
  - Миндалины

## Нервная система

### Центральная нервная система
- Головной мозг
  - Конечный мозг
    - Полушария головного мозга

  - Промежуточный мозг
- Мозговой ствол
  - Средний мозг
  - Варолиев мост
  - Продолговатый мозг
- Мозжечок
- Спинной мозг
- Желудочки головного мозга
  - Сосудистое сплетение

### Периферическая нервная система
- Нервы
  - Черепные нервы
  - Спинномозговые нервы
  - Ганглии
  - Энтеральная нервная система

### Органы чувств
- Глаза
  - Роговицы
  - Радужные оболочки
  - Цилиарное тело
  - Хрусталик
  - Сетчатка
- Ухо
  - Наружное ухо
    - Мочка уха

  - Перепонка
  - Среднее ухо
    - Косточки

  - Внутреннее ухо
    - Улитки
    - Преддверие уха
    - Полукружные каналы
- Обонятельный эпителий
- Язык
  - Вкусовые рецепторы

## Покровная система
- Кожа
- Подкожная ткань